# Migmatit
Migmatit je složena stijenska cjelina sastavljena od dva dijela - metamorfnog i magmatskog. Također je poznata pod nazivom diateksit.
Migmatiti nastaju pod ekstremno visokim temperaturama tijekom progradnog metamorfizma, kada dolazi do parcijalnog taljenja u ishodišnoj stijeni. Ne kristaliziraju iz potpuno rastaljenog materijala, ali nisu u potpunosti rezultat reakcija u čvrstome stanju. Građeni su od leukosoma - novog materijala kristaliziranog iz početne taljevine, te mezosoma - starog materijala koji se odupro taljenju. Migmatiti se obično pojavljuju u krajnje deformiranim stijenama, koje predstavljaju temelj erodiranih planinskih lanaca, vrlo često unutar prekambrijskih kratonskih blokova.